# تشارلز جنكينز
تشارلز جنكينز (بالإنجليزية: Charles Jenkins)‏ هو قسيس أمريكي، ولد في 27 يوليو 1951.